# مجموعة عشاق الوطن
مجموعة عشاق الوطن هي فرقة غنائية تونسية تؤدي الأغاني الملتزمة.

## تاريخها
ولدت مجموعة عشاق الوطن في 7 أفريل 1983 من خلال توحيد ثلاث تجارب موسيقية كانت تنشط قبل ذلك إحداها بكل من باب الجديد، وسط العاصمة، والأخرى بدار الثقافة بالدندان بالضاحية الغربية للعاصمة والثالثة في متيال فيل. والوطن حسب ما تعرّفه المجموعة هو تونس والوطن العربي والأمة الإسلامية جمعاء.. وكانت المجموعة تقوم بتدريباتها بدار الثقافة الدندان ثم بالمركز الثقافي لمدينة تونس.
ظهرت هذه المجموعة في فترة ظهرت فيها مجموعات موسيقية من نفس النوعية من بينها الشمس الموسيقي والبحث الموسيقي والحمائم البيض وأصحاب الكلمة، وفنانين ملتزمين من بينهم الهادي قلة وتوفيق المستاوي والأزهر الضاوي ومحمد بحر. أما من أهم فناني المجموعة الفنان صالح حميدات
كانت المجموعة تحيي حفلاتها في الأوسط الطالبية وفي دور الثقافة والشباب، وقد أنتجت ثلاث ألبومات أولها سنة 1985 ثم 1987 و1989. إلا أنها انحلت في مطلع التسعينات بسبب التضييق على الأنشطة المستقلة أو القريبة من المعارضة، حيث كانت المجموعة قريبة من الإسلاميين.
ثم عادت للنشاط منذ الثورة التونسية في 2011. وأصبحت تحيي الحفلات في المهرجانات، كما تبث أغانيها على موجات الإذاعة الوطنية. يدير هذه المجموعة الغنائية شهاب قاسم ويقودها الفنان لزهر خلف.

## من أغانيها
- عشاق الوطن [4]
- لا تلومي يا صبية
- وطن الأحرار[5]
- يا ليل الأمة متى غده[6]
- وطني
- خذ أيامي
- الاستعمار
- أواه يا بلدي
- البحر

كما أنها تؤدي أغاني شيخ إمام. أما الشعراء الذين تعاملت معهم البحري العرفاوي والفتحي القاسمي...